# Claude Joseph Rouget de Lisle

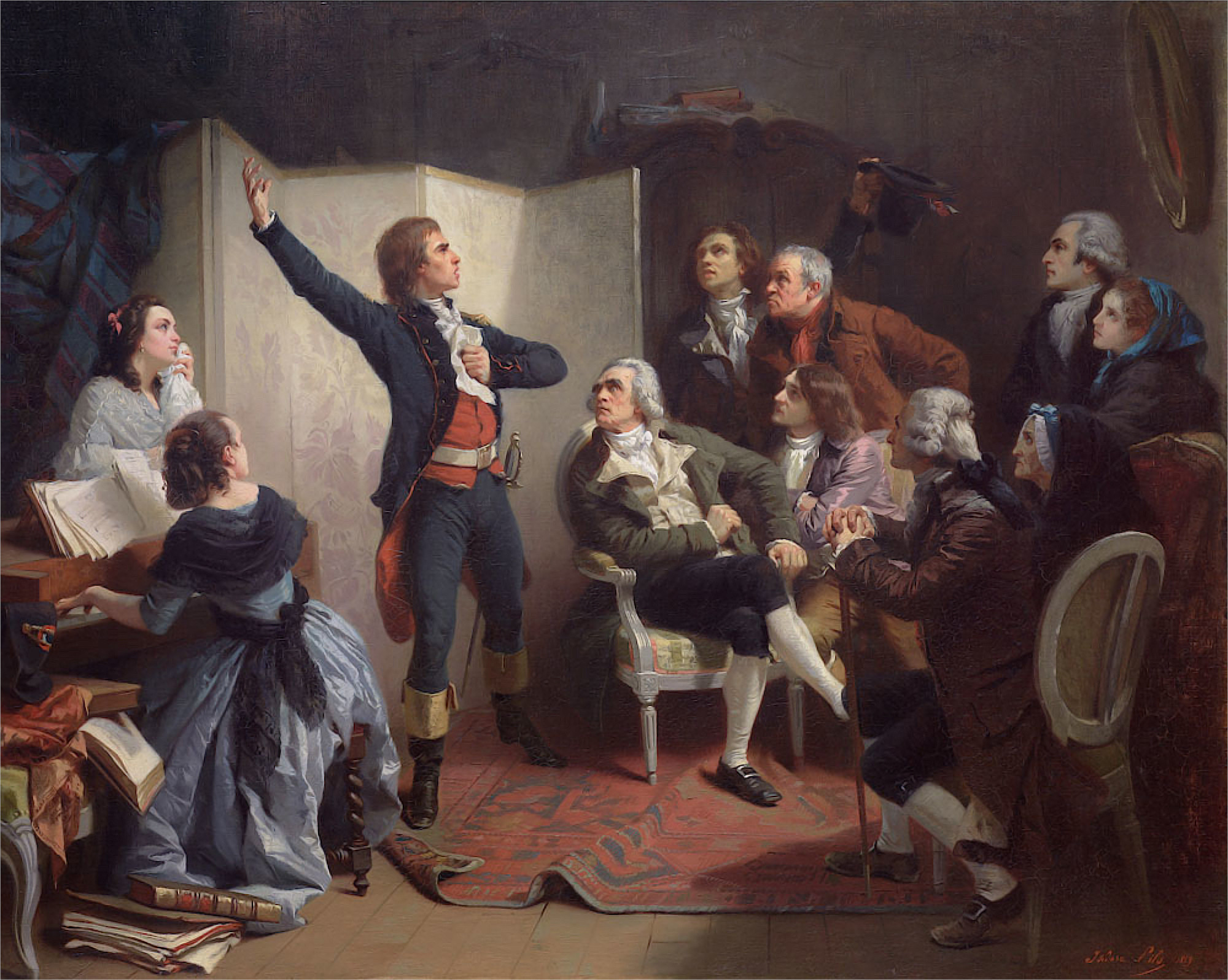
Rouget de Lisle, compositor de La Marsellesa, cantándola por primera vez.

Claude-Joseph Rouget de Lisle, o Rouget de l'Isle (Lons-le-Saunier, Franco Condado, 10 de mayo de 1760 - Choisy-le-Roi, 26 de junio de 1836), fue un militar y compositor francés, oficial del cuerpo de ingenieros del ejército francés. Como militar llegó a alcanzar la graduación de capitán del ejército francés. 
Licenciado en la Escuela de Mézières y destinado en Estrasburgo, compone en el salón de Philippe-Frédéric de Dietrich, alcalde de la ciudad, le Chant de guerre pour l'armée du Rhin (Canto de Guerra para el Ejército del Rin) el 25 de abril de 1792. Este himno, cantado por el batallón de los marselleses durante su marcha hacia París en julio de 1792, es rápidamente rebautizado como La Marsellesa, y el 14 de marzo de 1879 se convertirá en el himno nacional francés durante la III República. Encarcelado durante el periodo de la Revolución francesa conocido como el Régimen del Terror y condenado a muerte, se dice que se libró por ser el autor de este himno tan popular y patriótico. Posteriormente combatió en Vendée, se licenció en 1796 y vivió con dificultad en Lons-le-Saunier. Luis Felipe I le había concedido una pequeña pensión correspondiente a la Legión de Honor.
Sus cenizas fueron trasladadas al Hôtel des Invalides en 1915. Sin embargo, todavía puede verse su tumba en el cementerio de Choisy-le-Roi, ciudad que le recuerda con una estatua en su honor situada en la plaza que lleva su nombre.
Rouget de Lisle vivió en el n.º 24 actual de la Rue du Commerce de Lons-le-Saunier. En esta ciudad hay un teatro que tiene un reloj con carrillón que, antes de dar las horas, toca la melodía de dos compases de La Marsellesa. Falleció en la pobreza.